# Граничівка
Граничівка, Храничівка — річка в Україні, у Коростенському районі Житомирської області, права притока Гроздівця (басейн Прип'яті).

## Опис
Довжина річки приблизно 3 кілометри.

## Розташування
Бере початок на південному сході від села Солов'ї. Тече на північний схід і впадає в річку Гроздавець, притоку Шестеня на захід від с. Плещівка.

## Іхтіофауна Граничівки
У річці водяться щука звичайна, карась звичайний, верховодка звичайна, окунь, пічкур та плітка звичайна.